# USS Copahee (CVE-12)
USS Copahee (CVE-12), (nguyên mang ký hiệu AVG-12, sau đó lần lượt đổi thành ACV-12, CVE-12 và CVHE-12), là một tàu sân bay hộ tống thuộc lớp Bogue của Hải quân Hoa Kỳ trong Chiến tranh Thế giới thứ hai. Nó hầu như chỉ được sử dụng trong việc vận chuyển máy bay đến các căn cứ tiền phương ngoài mặt trận. Sau khi chiến tranh kết thúc, đang khi trong lực lượng dự bị, Copahee được xếp lại lớp thành một tàu sân bay trực thăng hộ tống trước khi bị tháo dỡ vào năm 1961.

## Thiết kế và chế tạo
Copahee được đặt lườn vào ngày 18 tháng 6 năm 1941 như là chiếc Steel Architect (ký hiệu lườn tàu 169) theo hợp đồng của Ủy ban Hàng hải Hoa Kỳ với hãng Todd Pacific Shipyards tại Tacoma, Washington. Nó được hạ thủy vào ngày 21 tháng 10 năm 1941; được đỡ đầu bởi Bà W. M. Wells; được Hải quân Hoa Kỳ trưng dụng vào ngày 8 tháng 2 năm 1942; và được đưa ra hoạt động với ký hiệu AVG-12 vào ngày 15 tháng 6 năm 1942 dưới quyền chỉ huy của Thuyền trưởng, Trung tá Hải quân J. G. Farrell. Ký hiệu lườn của nó được đổi thành ACV-12 vào ngày 20 tháng 8 năm 1942.

## Lịch sử hoạt động
Khởi hành từ Alameda vào ngày 5 tháng 9 năm 1942, Copahee đi đến Nouméa vào ngày 28 tháng 9 với một chuyến hàng bao gồm máy bay, tiếp liệu và hành khách. Từ ngày 7 đến ngày 11 tháng 10, nó di chuyển về phía Guadalcanal để tung ra 20 máy bay chiến đấu của lực lượng Thủy quân Lục chiến để đặt căn cứ tại sân bay Henderson, rồi quay trở về San Diego, California vào ngày 29 tháng 10 để đại tu.
Sau khi tiến hành huấn luyện tại Trân Châu Cảng, Copahee khởi hành từ San Diego vào ngày 25 tháng 2 năm 1943, bắt đầu nhiệm vụ vận chuyển máy bay, nhân sự và tiếp liệu của không lực đến các căn cứ tiền phương tại New Hebride, Fiji và New Caledonia cùng các đảo trong chuỗi quần đảo Hawaii cho đến ngày 7 tháng 6 năm 1943. Nó được xếp lại lớp với ký hiệu lườn CVE-12 vào ngày 15 tháng 7 năm 1943.
Từ ngày 2 tháng 9 năm 1943 đến ngày 19 tháng 1 năm 1944, Copahee thực hiện hai chuyến đ chuyển giao máy bay đến Townsville và Brisbane thuộc Australia, cùng một chuyến đến Trân Châu Cảng. Nó khởi hành từ San Diego vào ngày 10 tháng 4 để vận chuyển máy bay từ Trân Châu Cảng đến Majuro cho đến ngày 3 tháng 6, khi nó bắt đầu hỗ trợc cho các hoạt động chiếm đóng Mariana bằng cách cung ứng máy bay và phi công thay thế cho các tàu sân bay của Đệ Ngũ hạm đội. Vào ngày 28 tháng 7 năm 1944, nó quay trở về San Diego, California cùng một lô những máy bay chiếm được của Nhật Bản: 13 chiếc máy bay tiêm kích Mitsubishi A6M "Zero" và một máy bay ném bom-ngư lôi Nakajima B5N "Kate" cùng 37 bộ động cơ để phục vụ cho các mục đích tình báo kỹ thuật và huấn luyện.
Sau một đợt đại tu, Copahee tiếp tục nhiệm vụ vận chuyển. Cho đến khi chiến tranh chấm dứt, nó đã thực hiện thêm sáu chuyến đi từ Alameda, vận chuyển hàng tiếp tế cần thiết đến Manus, Majuro, Guam, Saipan và Trân Châu Cảng. Từ ngày 6 tháng 9 đến ngày 21 tháng 12 năm 1945, nó hoạt động trong nhiệm vụ "Magic Carpet", hồi hương cựu quân nhân phục vụ tại Saipan, Guam, Eniwetok và Philippines quay về bờ Tây Hoa Kỳ. Nó quay về Alameda vào ngày 21 tháng 12 năm 1945; và được cho ngừng hoạt động và đưa về lực lượng dự bị tại Tacoma, Washington vào ngày 5 tháng 7 năm 1946.
Đang khi vẫn nằm trong lực lượng dự bị, Copahee được xếp lại lớp thành một tàu sân bay trực thăng hộ tống (ký hiệu lườn CVHE-12) vào ngày 12 tháng 6 năm 1955. Được rút khỏi danh sách Đăng bạ Hải quân vào ngày 1 tháng 3 năm 1959, Copahee được bán để tháo dỡ vào năm 1961.

## Phần thưởng
Card được tặng thưởng một Ngôi sao Chiến đấu do thành tích phục vụ trong Thế Chiến II.